# Pseudoscelida
Pseudoscelida es un género de escarabajos  de la familia Chrysomelidae. En 1894 Jacoby describió el género. Contiene las siguientes especies:
- Pseudoscelida apicicornis Jacoby, 1896
- Pseudoscelida fulvicornis Jacoby, 1903
- Pseudoscelida indica Jacoby, 1903
- Pseudoscelida jacobsoni Weise, 1926
- Pseudoscelida pallida Jacoby, 1896